# Skoródnoie (Oriol)
|  | Per a altres significats, vegeu «Skoródnoie». |

Skoródnoie (en rus: Скородное) és un poble de l'óblast d'Oriol, a Rússia, segons el cens del 2010 tenia 287 habitants. Pertany al districte municipal de Verkhóvie.